# Bojan Mihajlović
Bojan Mihajlović (født 30. marts 1980 i Odzaci i Serbien) er en tidligere serbisk professionel MMA-udøver. Han var professionel fra 2003 til 2017 og konkurrerede i Ultimate Fighting Championship (UFC). Han er i Danmark mest kendt for sin kamp mod danske Joachim Christensen som han tabte til via TKO i redje omgang på UFC Fight Night 103. 

## MMA-karriere

### Tidlig karriere
Han debuterede som professionel kæmper i 2003 og Mihajlović konkurrerede primært i Serbian Battle Championship i sit hjemland Serbien. Før han sluttede sig til UFC i 2016, opbyggede han en rekordliste på 10 sejre og  3 nederlag i løbet af 12 år. 

### Ultimate Fighting Championship
Mihajlović fik sin UFC-debut i juli 2016 i en heavyweight-kamp mod Francis Ngannou på UFC på Fox 20. Han tabte kampen via TKO i første omgang. 
I sin næste UFC-kamp gik Mihajlović ned i Light Heavyweight-vægtklassen, da han mødte danske Joachim Christensen på UFC Fight Night 103. Han tabte kampen via TKO i tredje omgang. 
I sin tredje kamp for organisationen mødte Mihajlović, Abdul-Kerim Edilov den 2. september 2017 på UFC Fight Night 115. Han tabte kampen via TKO i anden omgang. 

## MMA-rekordliste
| Professionel rekordliste |          |            |
| 16 kampe                 | 10 sejre | 6 nederlag |
| Via knockout             | 4        | 3          |
| Via submission           | 2        | 1          |
| Via dommerafgørelse      | 4        | 2          |